# Scopula infota
Scopula infota är en fjärilsart som beskrevs av W. Warren 1897. Scopula infota ingår i släktet Scopula och familjen mätare. Inga underarter finns listade.